# Lardaro
Lardaro és un antic municipi italià, dins de la província de Trento. L'any 2007 tenia 176 habitants. Limitava amb els municipis de Daone, Pieve di Bono, Praso, Roncone i Tione di Trento.
L'1 de gener 2016 es va fusionar amb els municipis de Breguzzo, Bondo i Roncone creant així el nou municipi de Sella Giudicarie, del qual actualment és una frazione.

## Administració
| Període | Identitat       | Partit        |
| ------- | --------------- | ------------- |
| 2005-   | Raffaele Armani | Llista cívica |